# K2 (televisió italiana)
K2 és un canal de televisió italià infantil emès en obert propietat de Discovery Italia i anteriorment de Switchover Media. S'adreça als joves d'entre 4 i 10 anys.